# Boek der Schaduwen (Charmed)
Het Boek der Schaduwen is een fictief magisch boek uit de Amerikaanse televisieserie Charmed.
Het is groot boek gebonden in groen leer met een rode triquetra erop. De pagina's zijn vergeeld en het is helemaal met de hand gemaakt en geschilderd. Het boek is reeds generatieslang in bezit van de Halliwell-familie, een familie van goede heksen. Elke generatie heeft informatie aan het boek toegevoegd.
Het boek bevat vele tekeningen van demonen en ander magische wezens, zowel goede als kwade. Het bevat ook vele spreuken en toverdrankjes die de drie Halliwell zussen uit de serie nodig hebben om de demonen te verjagen of te vernietigen.

## Geschiedenis
Het boek werd gemaakt in het jaar 1693 door Melinda Warren. Ook al was het toen nog leeg, het boek werd doorgegeven aan elke generatie en die heeft er telkens info aan toegevoegd.
Vele toverdranken komen van de grootmoeder van de zusjes, Penny Halliwell.
Enkele dingen die de zusjes hebben toegevoegd:
- De spreuk om de Woogyman te verjagen.
- Phoebe schreef een pagina over Cole.
- Alle andere dingen die latere generaties kunnen gebruiken.

## Krachten van het Boek der Schaduwen
Het boek heeft, net zoals de Halliwell zusjes, krachten. Deze krachten en afleveringen waarin die kracht voor het eerst gezien wordt zijn:
BeschermingWanneer een demon of een ander kwaad het boek wil aanraken of meenemen, vliegt het weg. Het boek kan enkel het huis verlaten als een van de Halliwell zussen het meeneemt. (Thank You for Not Morphing)
VerwijderenWanneer de zussen hun krachten lieten verwijderen, verdween alle informatie uit het boek ook. Enkel een lichtgids of een andere kracht van het goede kon het boek weer herstellen. Hierdoor kregen de zussen ook hun krachten terug. (Wicca Envy)
KopierenIn Hell Hath No Fury probeert Paige het boek te kopiëren, maar ze merkt op dat er enkel blanco pagina's uit het kopieerapparaat komen. Dit komt doordat het boek geen kopieën laat maken van zijn pagina's om zichzelf en de zusjes te beschermen.
Het boek kan ook een kwade versie van zichzelf worden. Dit gebeurt enkel als de zusjes zelf slechte heksen worden.
Het boek kan echter zijn krachten kwijt raken als de zusjes in een emotioneel conflict geraken en de Kracht van Drie (The Power of Three) verliezen (samen met hun krachten). De zusjes moeten dan samenwerken en hun problemen oplossen om zo hun krachten (en die van het boek) terug te winnen. Het triquetra zal dan tijdelijk splitsen.

## Weetjes
- Het Boek der Schaduwen was het meest waardevolle en duurste rekwisiet op de set.
- Alyssa Milano (Phoebe) vond de tekeningen van het boek zo mooi, dat ze de artiest vroeg om ze op haar muren te komen schilderen.
- Alles in het boek is met de hand geschilderd en geschreven. De meeste tekeningen in het boek zijn gebaseerd op de cameramannen of de schrijvers van de serie.
- Het boek werd bewaard in een kluis zodat het nooit gestolen zou worden.
- Holly Marie Combs (Piper) en Brad Kern (Executive Producer van de show en ook schrijver) wilden allebei het boek bijhouden na het einde van de serie. Na een lange discussie heeft Brad Kern het boek gekregen.